# Ticalaco
Ticalaco je rijeka na pacifičkoj padini, smještena u južnom Peruu, departman Tacna, teče od istoka prema zapadu prelazeći obalnu pustinju Perua sve do ušća u rijeku Samu u provinciji Tacna.
Povijesno gledano, od 1885. do 1925. rijeka Ticalaco bila je privremeno postavljena kao politička granica između Perua i Čilea nakon Pacifičkog rata, budući da ju je Čile smatrao dijelom rijeke Same i stoga kao granicu postavljenu u Ugovoru iz Ancóna. Čile je na rijeci izgradio istoimeni granični prijelaz. Unutar spornog područja bio je okrug Tarata, koji je na kraju vraćen Peruu.